# Second Nature
Second Nature šesti je studijski album švicarskog industrijalnog sastava The Young Gods. Diskografske kuće Intoxygene i Ipecac Recordings objavile su ga 30. listopada 2000. godine.

## Popis pjesama
Tekstovi i glazba: Franz Treichler. 
| 1.    | »Lucidogen«               | 4:10 |
| 2.    | »Supersonic«              | 4:19 |
| 3.    | »Laisser couler (Le son)« | 5:42 |
| 4.    | »Astronomic«              | 5:45 |
| 5.    | »Attends«                 | 4:00 |
| 6.    | »In the Otherland«        | 7:33 |
| 7.    | »Stick Around«            | 2:53 |
| 8.    | »The Sound in Your Eyes«  | 5:57 |
| 9.    | »Toi du monde«            | 8:08 |
| 10.   | »Love 2.7«                | 3:41 |
| 52:08 |                           |      |

## Recenzije
AllMusicov recenzent Joshua Glazer albumu je dodijelio četiri zvjezdice od njih pet te je izjavio: "Second Nature vjerojatno je njegov album najviše utemeljen na technu do danas, ali i dalje prikazuje široku lepezu stilova zbog koje je toliko dugo privlačan obožavateljima iz podzemlja." Zaključio je: "The Young Gods bez ikakvih problema spaja često vrlo različite žanrove industrijalne i elektroničke glazbe i dokazuje da postoje dvije različite struje u istom tijelu elektroničke glazbe. Obožavatelji obaju žanrova trebali bi biti zadovoljni."

## Zasluge
| The Young Gods - Franz Treichler – vokali, produkcija - Alain Monod – klavijature - Bernard Trontin – bubnjevi | Ostalo osoblje - Bertrand Siffert – tonska obrada - Benoît Saillet – asistent pri tonskoj obradi - Glenn Miller – masteriranje - René Walker – ilustracije |

## Ljestvice
| Ljestvica (2000.) | Najviša Pozicija |
| ----------------- | ---------------- |
| Švicarska         | 59               |